# 陳立 (前漢)
陳 立（ちん りつ、生没年不詳）は、前漢の官吏・軍人。蜀郡臨邛県の人。西南・西方の地方官として活躍し、夜郎国の反抗を鎮圧した。

## 略歴
益州郡連然県の県令、同じく不韋県の県令、金城郡の司馬を歴任。
河平年間（紀元前28年 - 紀元前25年）に、西南の異民族で漢に服属していた夜郎・句町・漏臥が互いに交戦した。漢の大将軍王鳳は、事態の収拾のため牂牁太守に陳立を推薦した。着任した陳立は、夜郎王の興に諭告したが、従わないのを知り、興を殺したいと請うた。数十人の官吏をつれて夜郎国の且同亭に入り、興を召した。興は数千人を連れてきて、邑君（村の有力者）数十人とともに会合した。陳立は興を責めて首を切った。邑君は陳立に従い、興の頭を示された夜郎の兵士も降伏した。これを聞いた句町王の禹と漏臥侯の愈は食糧を出して漢の官吏と兵士をねぎらった。
陳立が郡に帰ると、興の妻の父の翁指と興の子の邪務が漢に叛いた。冬、立は奏して異民族と郡の兵を募って翁指らを攻めた。要害に拠る翁指に対し、陳立は糧道を断ち、投降を誘った。都尉の万年が独断で攻撃し逃げ戻ってくると、叱って追い返し、自らも兵を率いて続いた。そのとき日照り続きで、水を断たれて困窮した敵は翁指を斬って降伏した。
こうして西夷を平らげた陳立は、都に召還された。盗賊が出た巴郡太守となり、秩中二千石の禄と、左庶長の爵を授かった。後、天水太守となり、農桑を勧めて金40斤を賜った。左曹衛将軍・護軍都尉となり、この官のまま死去した。